# Melampsoridium linderae
Melampsoridium linderae är en svampart som beskrevs av J.Y. Zhuang 1986. Melampsoridium linderae ingår i släktet Melampsoridium och familjen Pucciniastraceae.   Inga underarter finns listade i Catalogue of Life.